# Historia de la odontología

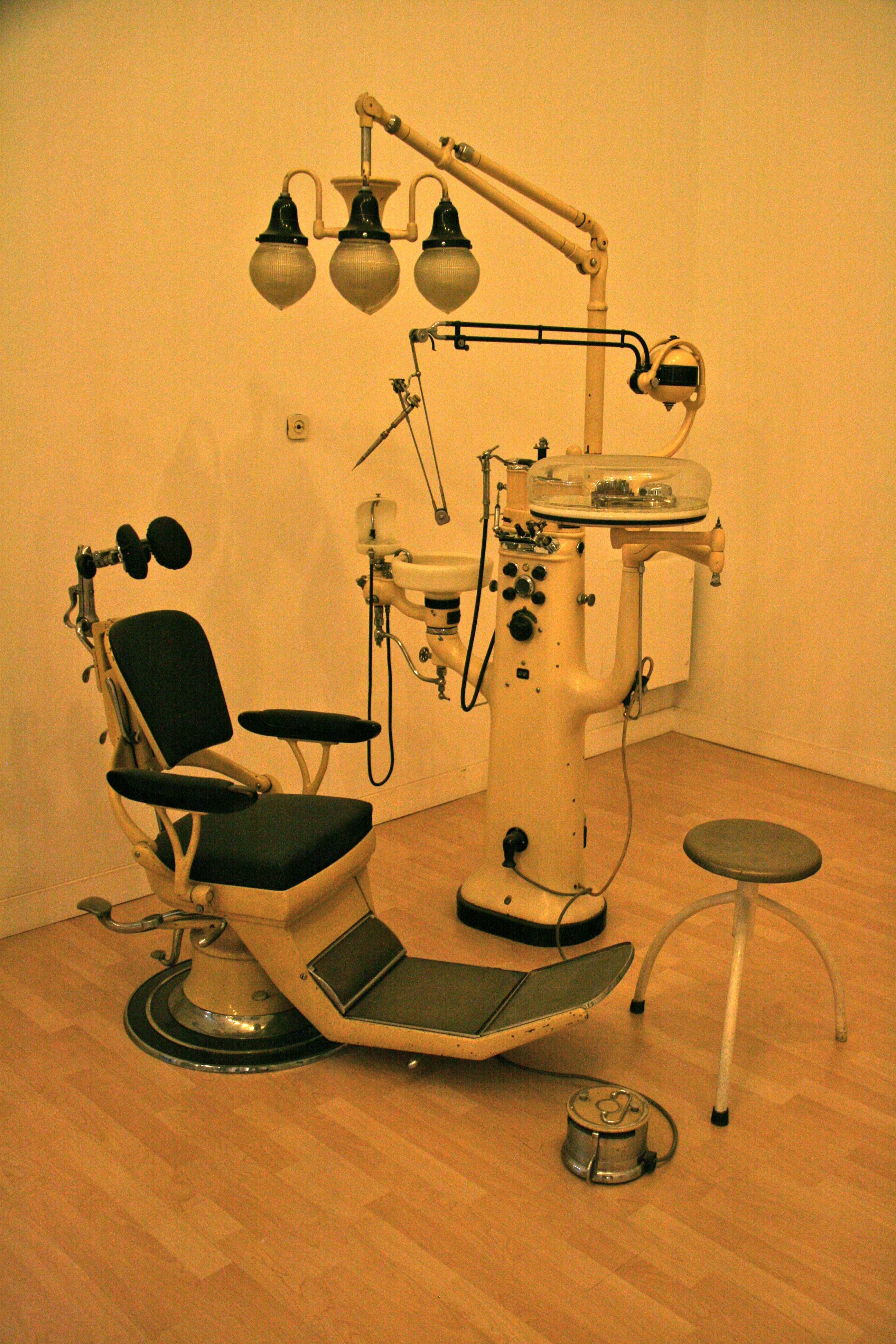
Silla odontológica de comienzos del.

La odontología es una de las ciencias de la salud que se encarga del cuidado, tratamiento y prevención de las enfermedades bucales. 
El tratamiento dental se remonta al mundo antiguo y a lo largo del tiempo fue evolucionando desde  las extracciones dentales  a los implantes bucales en la actualidad. 

## Los comienzos de la odontología: el mundo antiguo
Los primeros registros arqueológicos de tratamientos dentales datan de hace unos 14.000 a. C., en el norte de Italia, donde un molar con caries fue operado para eliminar la caries, aunque no se utilizaron rellenos dentales.
Existen pruebas arqueológicas anteriores de prácticas odontológicas realizadas por los neandertales hace 130.000 años, aunque su objeto no era eliminar caries sino quizás adaptar los dientes inferiores y superiores para evitar el dolor. Posteriormente, en el año 4500 a. C. se encontraron en Eslovenia restos de piezas dentales en las que sí se utilizaron rellenos dentales.
La odontología se inició en el año 3000 a. C. con los médicos egipcios que incrustaban piedras preciosas en los dientes. 
Tres siglos después, en China, se utilizaba la acupuntura para tratar el dolor asociado a la caries dental. La acupuntura se engloba dentro de las denominadas medicinas alternativas. Se basa en la creencia de que en el cuerpo hay una energía que fluye a través de doce canales que pueden obstruirse y que esta circunstancia es la responsable de que exista la enfermedad. 
En el año 700 a. C., los etruscos y los fenicios utilizaban bandas y alambres de oro para la construcción de prótesis dentales. En las bandas se colocaban dientes extraídos en el lugar en que no había dientes y, con los alambres, estos eran retenidos en la boca. Además, fueron los primeros en utilizar material para implantes, tales como el marfil y las conchas de mar.
Hay que mencionar al pueblo maya, que utilizaba incrustaciones de oro, piedras preciosas o minerales, para la restauración de piezas dentales, no solo por estética sino también por ornamentación.

### Grecia
Las primeras escuelas médicas surgieron en el siglo VI a. C. Llegaron a ser famosas las de Cirene, Rodas y Cos. En el periodo helenístico destacó, entre todas, la escuela médica de Alejandría. En estas primeras escuelas la enseñanza era libre y remunerada, y se establecían lazos estrechos entre discípulos y maestros; una muestra de ello quedó reflejada en el Juramento Hipocrático. Sin embargo, no parece que existiera un currículo establecido, ni procedimientos para dar por concluidos los estudios. 
El pueblo griego desarrolló una nueva manera de pensar y vivir conocida como el “milagro griego”, la racionalización del Universo, donde el sabio se convierte en poseedor del conocimiento racional, dejando de ser un mago o sacerdote mediador del poder sobrenatural. Las interpretaciones sobrenaturales de la enfermedad comenzaron a ser sustituidas por explicaciones naturales en las que había una clara influencia filosófica. De esta forma, se va a constituir la medicina científico-especulativa.
Hipócrates (Cos, c. 460 a. C.-Tesalia c. 370 a. C.) está considerado como el padre de la medicina. Sus teorías sobre la enfermedad fueron las primeras al respecto y se basaban en la observación. Hipócrates y Aristóteles (Estagira, 384 a. C.-Calcis, 322 a. C.) escribieron sobre ungüentos y procedimientos de esterilización, usando un alambre caliente para tratar las enfermedades de los dientes y de los tejidos orales. También estudiaron la extracción dental y el uso de alambres para estabilizar fracturas maxilares y ligar dientes perdidos.

### Mesoamérica

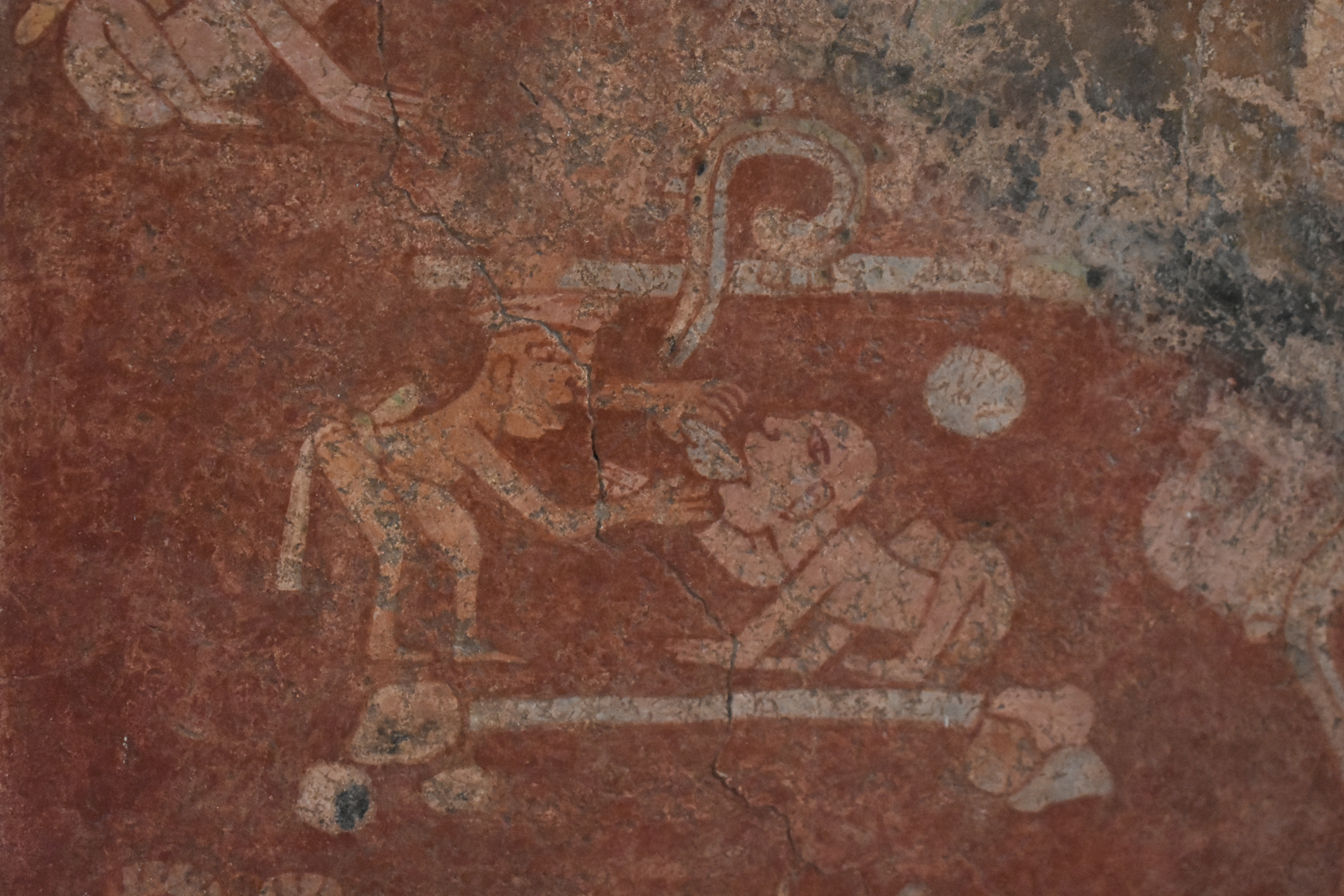
Personajes en un proceso odontológico en el conjunto departamental de Tepantitla, Teotihuacan,.

Se tiene evidencia de procesos odontológicos en distintas civilizaciones de Mesoamérica, siendo la más antigua la representación en los murales conocidos como Tlalocan en el conjunto departamental de Tepantitla, Teotihuacán. 
Dicho mural, datado en el siglo IV, muestra a un personaje haciendo un procedimiento a una persona con un objeto dentro de la cavidad bucal probablemente un limado dental. En las civilizaciones de Mesoamérica una dentadura sana y abundante tenía como significado la abundancia y la plenitud.
El limado dental para obtener formas específicas en las piezas se realizaba con fines probablemente estéticos o religiosos, y estuvo en apogeo en el periodo Clásico, de los siglos II al VIII. Existen diversas tipologías de los patrones de limado dental, siendo la más frecuente la propuesta por Javier Romero iniciada en 1958.
Además del limado dental la práctica más extendida en Mesoamérica fue la de las incrustaciones, que insertaban en los dientes minerales y piedras preciosas tales como pirita, turquesa y oro con fines ornamentales y estéticos. Para ello se tiene evidencia química del uso de cementantes como sílice y minerales de origen volcánico, así como el uso de la resina de orquídea de especies del género Govenia como Encyclia venosa y Laelia autumnalis llamada en náhuatl tzacuhtli. A nivel físico e instrumental, por conclusiones antropológicas, se podría inferir que se utilizaban barrenos en cruz o barrenos en arco. 
Testimonios recogidos por Bernardino de Sahagún confirman no sólo el limado y la incrustración sino el pintado de dientes.

## Edad Media

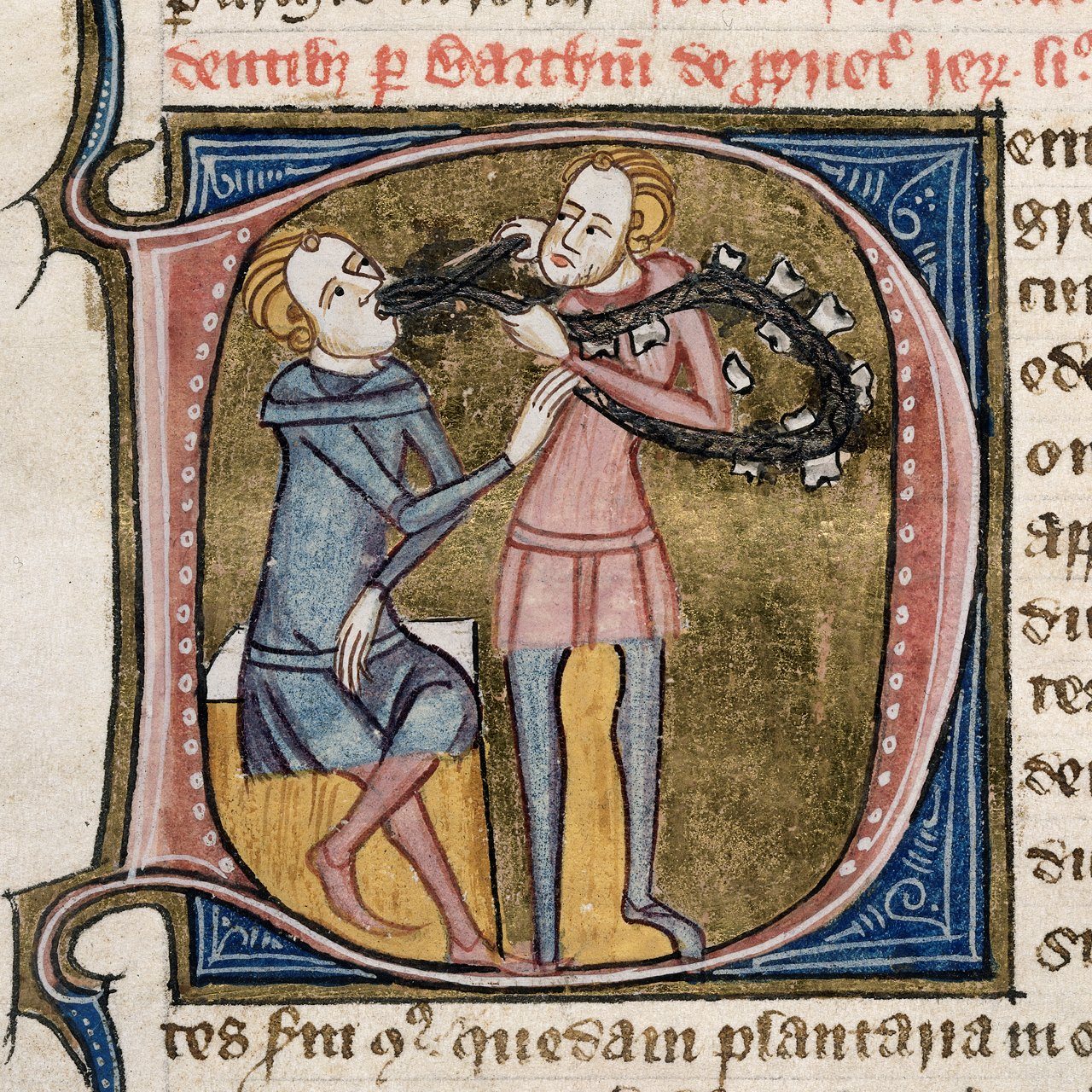
Extracción dental en la ilustración de una letra capitular del Omne bonum. Londres, 1360–1375 (British Library, Royal 6 E VI, fol. 503v)

En la Edad Media (siglos V a XV) se distinguen dos periodos: el de la medicina monástica y el de las universidades. 
La medicina monástica se predicaba en los monasterios, donde se tradujeron numerosos libros procedentes del mundo árabe.
Cabe destacar la Escuela Médica de Salerno, fundada en el siglo X, el primer centro laico de enseñanza de medicina en Europa Occidental. Allí existía un cuerpo de curanderos que impartían una enseñanza reglada, con un programa y método docente. Perduró hasta la aparición de las primeras universidades.
En este periodo se van a utilizar los hospitales con fines docentes. Algunos de los primeros hospitales, fundados en el imperio bizantino, contaron con estudiantes de medicina e incluso albergaron bibliotecas médicas.
Sin embargo, fue en el Imperio Islámico donde más se desarrolló este sistema. En los hospitales árabes existían bibliotecas y salas de reunión donde se realizaban discusiones y se animaba a los estudiantes a leer textos médicos clásicos, filosóficos y literarios. Mientras, en Europa Occidental, los hospitales tenían un carácter religioso y estaban dedicados al cuidado de toda clase de indigentes.
Las primeras universidades se fundaron a finales del siglo XII, entre ellas destacan la de París, Londres y Oxford. Solían estar compuestas por cuatro facultades: la menor de Artes y las mayores de Teología, Derecho y Medicina. La enseñanza de la medicina en las universidades era muy teórica y se centraba en el estudio de textos, pero no se enseñaba la práctica clínica.
En relación con la odontología hay que mencionar a: Bernardo de Gordon que introdujo la teoría del aflojamiento de los dientes, a Guy de Chauliac que estimuló la higiene dental y señaló que la caries tenía tres fases; producción de dolor, producción de dolor sin estímulo externo y flemón, y a Giovanni Da Vigo que fue uno de los primeros en realizar obturaciones con hojas de oro.

## Renacimiento
Durante el Renacimiento (siglo XVI) se produjeron dos acontecimientos que transformaron la docencia.
El Humanismo médico propició la recuperación de los textos e ideas clásicas con todo su vigor original. Además sirvió para revitalizar y reinterpretar antiguos métodos docentes, entre los que se encontraban el contacto directo de los estudiantes de anatomía con los enfermos y con los medicamentos. 
También fue significativa la invención de la imprenta, que permitió multiplicar y difundir los nuevos libros. Los antiguos manuales medievales fueron sustituidos en un primer momento por textos clásicos, impresos y recuperados en su pureza original.
Ya en la segunda mitad del XVI, comenzaron a aparecer tratados médicos modernos que introducían novedades no contempladas por los antiguos.
El primer texto referido a la Odontología será de Francisco Martínez de Castrillo: "Coloquio breve y compendioso sobre la materia de la dentadura y maravillosa obra de la boca. Con muchos avisos y remedios necesarios. Y la orden de curar los dientes", publicada en 1557.
Vesalio fue uno de los primeros en describir e ilustrar todas las estructuras del cuerpo humano, incluso llegó a contradecir a Galeno. Elaboró una anatomía de tipo descriptiva, contraria a la estructural, que en su apartado dedicado a dientes y huesos fue brillante en cuanto a las ilustraciones odontológicas.
Los árabes, después de haber dominado gran parte de Asia y África, en el año 711, invadieron España, donde permanecieron por espacio de 700 años; de entre ellos surgieron algunos médicos entre los que destacaron Avicena y Abulcasis el cual fue considerado el médico más importante del Califato de Occidente.
Nació en Córdoba, España en el año 936. Se le consideró el más notable cirujano árabe, en la misma forma que Avicena fue considerado el médico más sobresaliente, cuya obra de cirugía se llamó Al-Tasrif donde escribe en varios capítulo a los dientes y encías.
Realizaba cauterizaciones para tratar las fístulas, trató los épulis, insistía en la necesidad de eliminar el sarro, recomendó prudencia para las extracciones, empleó limas diseñadas por él mismo para emparejar los dientes, habló de la operación de labio leporino, describió la reimplantación dental, la colocación de dientes artificiales y tratamientos para las fracturas. Indicaba la sindesmotomía previa a los retiros dentales.

## Edad Moderna
En las universidades modernas se llegó a producir un cierto estancamiento. La vanguardia de la ciencia moderna se desarrolló entre los científicos que trabajaban independientemente de la universidad, y en las academias científicas que comenzaron a fundarse para promover la investigación, publicación de resultados y la comunicación entre sabios.
Estas academias desempeñaron un papel vital en la revolución científica del XVII, destacaron: la Royal Society y la Academie des Sciences. En ellas también se constituyeron en foros de opinión y centros de elaboración de ideas importantes para la formación de los médicos.

### SiglosXVIIIyXIX
Durante estos siglos se produjo un gran aumento y transformación de los hospitales europeos, convirtiéndose en las instituciones más específicamente médicas y dedicadas al cuidado de los enfermos.
Médicos y cirujanos encontraron en esos hospitales nuevas oportunidades y estímulos para el aprendizaje.
Aparecieron escuelas públicas y privadas de cirugía y medicina, muchas de ellas en relación con hospitales y dispensarios. Surgió así un nuevo tipo de profesional médico que mantenía una relación más estrecha con los hospitales y con conocimiento de los problemas quirúrgicos.
Pierre Fauchard, un dentista francés es considerado el padre de la Odontología por sus aportaciones clínicas.
Promovió la profesionalización de la práctica dental impulsando la relación de la odontología con la medicina.
La publicación de su magna obra  "Le chirugien dentiste; ou, traité des dents” (el cirujano dentista; o tratado sobre los dientes) en 1728, donde define las enfermedades del diente, encías y del hueso de soporte, presenta casos clínicos, el instrumental quirúrgico, las operaciones a realizar, diseño de prótesis, incluso daba algunos consejos sobre higiene dental. En este libro aparece por primera vez juntos el nombre de cirujano dentista tal y como lo conocemos hoy. 
Pierre Fauchard al ser dentista de la corte de Luis XIV era también un notable pensador que influyó positivamente para regular la profesión en París y logró unir en una práctica profesional al cirujano y al dentista para dejar al margen a los barberos, sacamuelas y merolicos.
Desde entonces la mayoría de títulos universitarios en el mundo conservan todavía esa tradición de "Cirujano Dentista". Hoy en día existe una academia honorífica a nivel mundial que lleva su nombre y en París se encuentra su museo. museo.
Aunque Pierre Fauchard es considerado el padre de la Odontología, en este periodo destacan otros autores como: Pfapp que en 1756 describió un método para impresiones con cera que después eran vaciadas con yeso, Chamant que en 1792 utilizó un proceso para hacer dientes de porcelana, Bunon que será el primero en hablar de Odontología en la Universidad y definió la enfermedad que hoy se conoce como hipoplasia del esmalte, Mouton que será el primero en utilizar coronas metálicas de oro, Bourdet que se dedicó a la Ortodoncia, Heistel que explicó la fisiología de la masticación.
En 1800 se comenzaron a utilizar las incrustaciones de porcelana, en 1815 se comenzaron a utilizar los fluoruros para la prevención de caries y en 1844 se empezaron a fluorar aguas potables para reducir las caries. 
No fue hasta el siglo XIX, con la invención de los principios de la amalgama, cuando se empezaron a tener bases científicas sobre los materiales, principalmente porcelana y oro.
En 1815 Levi Spear Parmly reinventó y promovió el uso de la seda dental, gracias a que en humanos prehistóricos se habían encontrado vestigios de la misma y de palillos. Auguste Taveau, en 1816, desarrolló la primera amalgama consistente en monedas de plata mezcladas con mercurio. 
Veinte años después, Charles Goodyear descubrió el caucho vulcanizado. Este descubrimiento se convertiría en la base para las prótesis totales, que anteriormente se hacían en oro, porque eran más económicas para el promedio de la población.
György Caravelli, un dentista de la corte austriaca, fue el cofundador de la Clínica de Estomatología en la Universidad de Viena y autor de un libro donde se describieron procedimientos quirúrgicos y descripciones anatómicas como la cúspide de Carabelli del primer molar superior que fue publicada de manera póstuma en 1844.
En 1844 Horace Wells un dentista americano, fue el pionero de la anestesia en cirugía junto con sus condiscípulos John M. Riggs y William T.G, Morton, al demostrar que la sedación con óxido nitroso era un principio quirúrgico para realizar la extracción dental sin dolor, 
Con este notable descubrimiento se abrirían nuevos horizontes para la cirugía en la Odontología y en la Medicina. 
En 1946 su colega William Morton, patentóel uso del gas "Letheon" para producir anestesia con éter en la cirugía.
Horace Hayden en colaboración con Chapin Harris, inventó la Odontología moderna al fundar la primera escuela dental del mundo: The Baltimore College of Dental Surgery y el grado DDS o doctor en cirugía dental. Además iniciaron la primera sociedad dental del mundo: The American Society of Dental Surgeons (ASDA) que posteriormente se transformó en la American Dental Association.
En 1848 Giovanni D’Arcoli recomendó el relleno de cavidades con oro y 1848 Waldo Hanchett patentó la silla odontológica. En 1866 Lucy Hobbs sería la primera mujer en obtener el título DDS, en el Ohio College of Dental Surgery.
Dos años después, se colocaron las primeras incrustaciones en porcelana cocinada para rellenar cavidades extensas.
En 1871 James Beall Morrison patentó el primer taladro dental mecánico, que permitió que la Odontología se viese como una profesión de vanguardia.
El Odontólogo americano Willoughby D. Miller describió, por primera vez, en 1890 las bases microbiológicas de la caries dental, lo que sirvió para hacer una llamada de atención sobre la prevención dental el cual tuvo que tener ayuda de la medicina y abrió el camino a las compañías dedicadas al cuidado oral para comerciar con productos de cuidado oral en el hogar. 
Poco después Wilhelm C. Roentgen descubrió la radiación X., y G. V. Black estandariza la preparación de cavidades y el proceso de manufactura de rellenos en plata.

### sigloXX
La radiología fue descubierta por Roentgen en 1895. Por ello recibió el premio Nobel de física. 
Los pioneros en radiología dental fueron: Walkhof, que realizó la primera radiografía dental de la historia; Morton, que realizó la primera radiografía dental en EE. UU. (en un cráneo); Kells, que realizó la primera radiografía dental en EE. UU. (en un paciente vivo); y Rollins, que escribió el primer texto sobre los peligros de la radiación X.
En 1913 Kodak comercializó el primer paquete de película dental preenvuelta de rayos X. 
En 1920 se comercializaron los primeros paquetes de películas dentales hechos a máquina. 
Respecto al equipo dental, Coolidge inventó el primer tubo de rayos catódicos en 1913.
En 1923 se creó el primer aparato dental de rayos X por Víctor X-Ray Corporation. 
En 1957 se creó el primer aparato dental de rayos X de kilovoltaje variable, por General Electric.
Respecto a las distintas técnicas orales, en 1904 Price expuso la bisectriz. En 1925 Raper enunció la aleta de mordida. Kells ideó la técnica del paralelismo, y en 1947 Fitzgerald la mejoró realizando esa técnica con un cono largo.
En 1907 Heinrich Braun introdujo la novocaína en los consultorios odontológicos americanos y William McTaggart inventó la máquina de la cera perdida, que permitía a los Odontólogos realizar rellenos precisos para las cavidades. 
En 1919 se produjo un gran avance en el conocimiento de los materiales porque la armada estadounidense solicitó a la oficina nacional de normatividad la evaluación y selección de las amalgamas, para ser usadas en los servicios odontológicos federales.
En 1928, la Oficina Nacional de Normas se integró en la Asociación Dental Americana, esto permitió la organización de los primeros consensos sobre los materiales dentales en Estados Unidos, que repercutirían en todo el mundo.
Desde entonces la ADA, junto con las asociaciones de cada país, se comprometió a investigar las características físicas y químicas de las sustancias que se usaban, así como los nuevos instrumentos y diferentes métodos de prueba. 
En 1929 Fleming descubrió la penicilina pero su uso comenzó en 1942 lo que tendría un gran impacto en los protocolos de tratamiento para infecciones dentales.
Considerado el pionero de la estomatología española y creador de la cirugía oral o maxilofacial en España, el valenciano Bernardino Landete Aragó practicó, a principios del siglo XX, novedosas intervenciones de cirugía maxilofacial e impulsó y aportó su visión médica a las diferentes facetas de la Odontología.
Michael Buonocore descubrió un método con el que cambiar la rugosidad de la estructura dental y así descubrió la adhesión en 1955.
Los rellenos blancos de resina compuesta fueron desarrollados e inventados por Rafael L. Bowen años más tarde. También describió el método de adhesión de la resina al esmalte que permitía a los odontólogos reparar los dientes anteriormente fracturados.
En 1957, John Borden inventó la turbina de alta velocidad, incrementando la potencia de preparación de las tradicionales, de 5000 rpm a 300000 rpm, lo cual acortaba el tiempo de preparación dental para realizar obturaciones. 
Un año después se introduce la primera silla dental totalmente reclinable, que permitía al paciente mayor comodidad.
En 1970 se introdujo el cepillo dental eléctrico en los Estados Unidos. Además se vuelve común la práctica de Odontología a cuatro manos en posición sentada. En 1980 Ingvar Branemark describió la técnica para implantes dentales